# Ibn Rušd
Ibn Rušd (ar. Abū l-Walīd Muhammad ibn Ahmad ibn Muhammad ibn Rušd) ili Averroes (Córdoba, 1126. – Marakeš, 1198.), pravnik, liječnik i najistaknutiji i najutjecajniji islamski filozof aristotelovac. Rođen je u Kordobi. Isticao je da filozofija nije za široke mase jer one nisu sposobne za takav način mišljenja. Povezivao je filozofiju s religijom. Proglašen je nevjernikom i prognan u Marakeš (Maroko) gdje je i umro.

## Općenito
Averroes je imao veliki značaj za skolastičku misao, a naslikan je pored Pitagore na Rafaelovoj fresci Atenska škola.

## Životopis
Averroes je rođen u Córdobi kao sin kadije, a i on sam postaje kadija u Sevilli poslije studija prava u Andaluziji. Postavljen je za dvorskog liječnika 1184. ali je prognan u Maroko 1195. zbog svojih stajališta. Jedan od njegovih prijatelja bio je otac Ibn Arabija.

## Vanjske poveznice
- Ibn Rušd na Katoličkoj enciklopediji
- Ibn Rušd na Islamskoj enciklopediji
- Ibn Rushd Website (engleski)